# Думітра (комуна)
Думітра (рум. Dumitra) — комуна у повіті Бистриця-Несеуд в Румунії. До складу комуни входять такі села (дані про населення за 2002 рік):
- Думітра (2692 особи) — адміністративний центр комуни
- Терпіу (938 осіб)
- Чепарі (906 осіб)

Комуна розташована на відстані 334 км на північ від Бухареста, 10 км на північ від Бистриці, 82 км на північний схід від Клуж-Напоки.

## Населення
За даними перепису населення 2002 року у комуні проживали 4536 осіб.
Національний склад населення комуни:
| Національність | Кількість осіб | Відсоток |
| -------------- | -------------- | -------- |
| румуни         | 4341           | 95,7%    |
| цигани         | 185            | 4,1%     |
| угорці         | 10             | 0,2%     |

Рідною мовою назвали:
| Мова      | Кількість осіб | Відсоток |
| --------- | -------------- | -------- |
| румунська | 4530           | 99,9%    |
| циганська | 4              | 0,1%     |
| угорська  | 2              | < 0,1%   |

Склад населення комуни за віросповіданням:
| Релігія                                       | Кількість осіб | Відсоток |
| --------------------------------------------- | -------------- | -------- |
| православні                                   | 3769           | 83,1%    |
| п'ятдесятники                                 | 691            | 15,2%    |
| римо-католики                                 | 15             | 0,3%     |
| бретрени                                      | 14             | 0,3%     |
| греко-католики                                | 10             | 0,2%     |
| не релігійні                                  | 9              | 0,2%     |
| реформати                                     | 1              | < 0,1%   |
| лютерани (Синодально-пресвітеріанська церква) | 1              | < 0,1%   |